# Asuridia nigrisparsa
Asuridia nigrisparsa là một loài bướm đêm thuộc phân họ Arctiinae, họ Erebidae.